# Аканмуль
Аканмуль, Acanmul — руїни міста цивілізації мая в Мексиці.

## Розташування

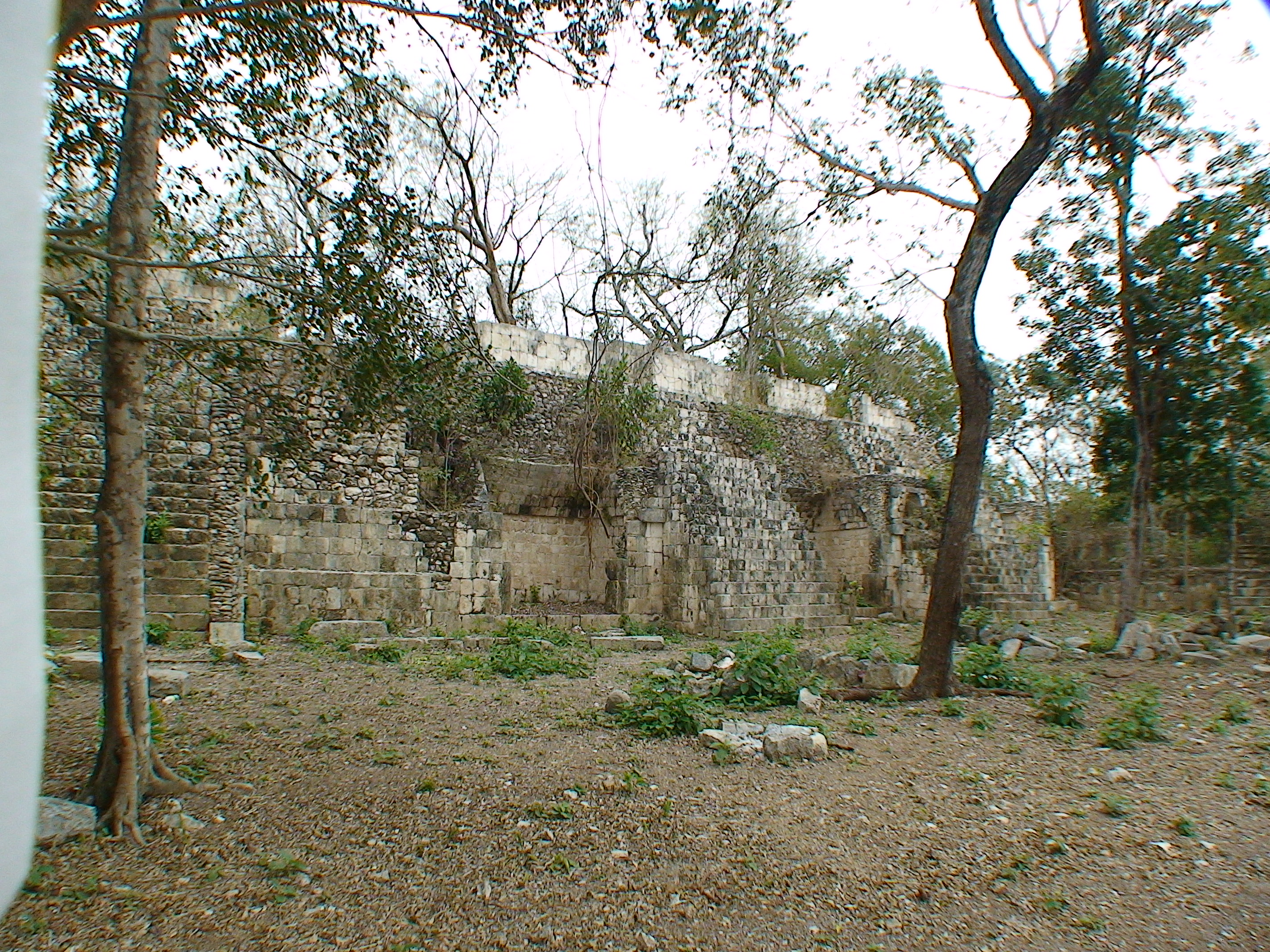
Палац у Аканмулі, вигляд збоку

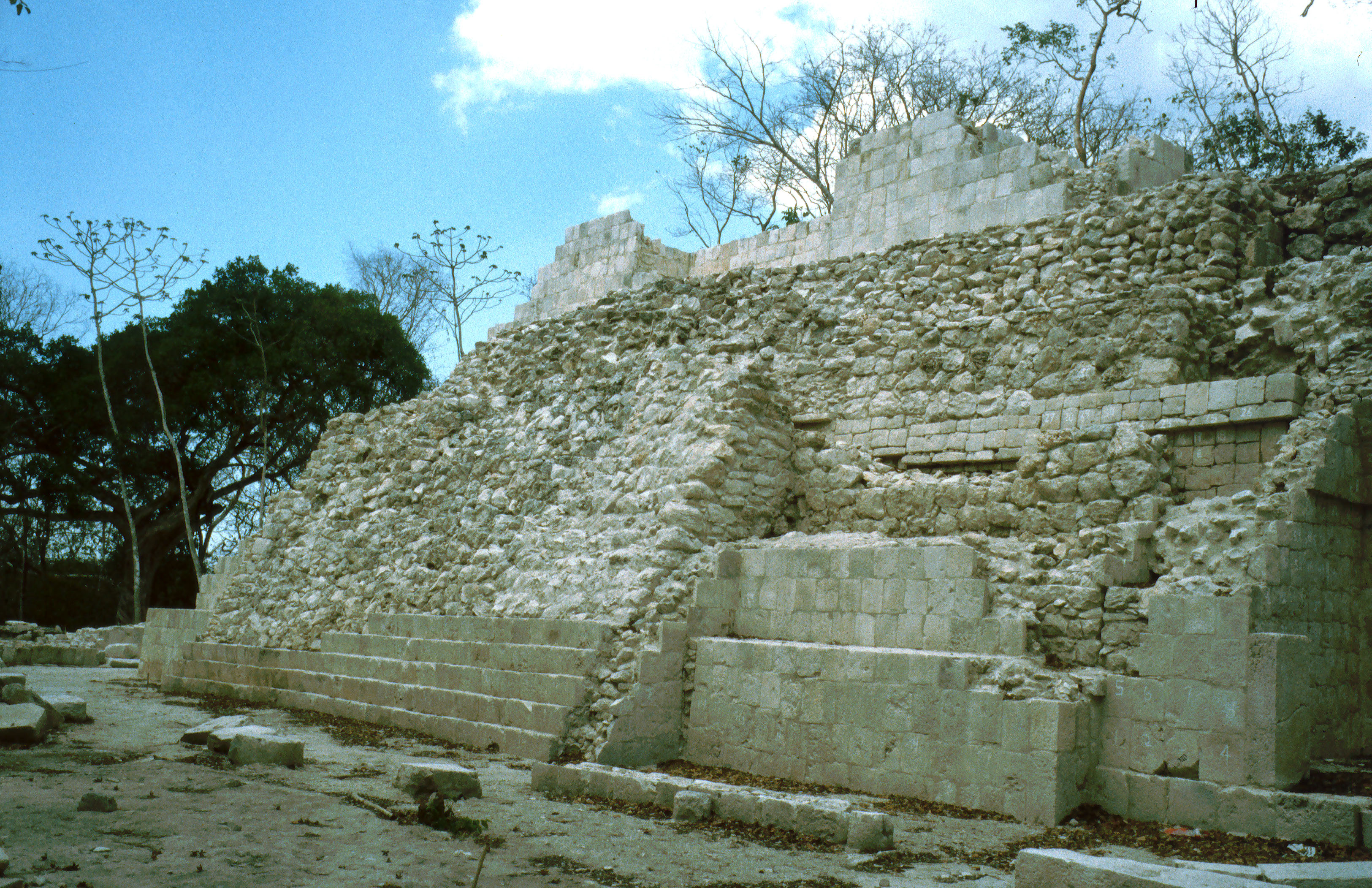
Палац у Аканмулі, вигляд спереду

Знаходяться на півострові Юкатан, штат Кампече, приблизно за 25 км на північ від столиці штату міста Кампече та за 20 кілометрів від узбережжя Карибського моря.
Руїни Аканмуля займають територію у 2 км². До цього часу Аканмуль та весь прилеглий регіон ще погано вивчені археологами.
Перший короткий опис Аканмуля залишив Гаррі Поллок. . З 2000 року тут проводять розкопки Ебер Охеда (Heber Ojeda) і Джозеф Болл (Joseph Ball).
Найбільшу зацікавленість в археологів викликає трьох поверхова будівля, ймовірно палац правителя пізньокласичного періоду, виконаний у архітектурному стилі Пуук. Поряд з ним знаходиться C-подібна будівля незвичайної конструкції з вельми витонченою обробкою кам'яної поверхні. У місті був стадіон для гри в м'яч.